# Hans Vanaken
Hans Vanaken (ur. 24 sierpnia 1992 w Neerpelt) – belgijski piłkarz, występujący na pozycji napastnika w belgijskim klubie Club Brugge, którego jest kapitanem oraz w reprezentacji Belgii. Uczestnik Mistrzostw Europy 2020. 
Wychowanek Lommel SK. Został powołany na Mistrzostwa Świata 2022, jednak nie wystąpił w żadnym spotkaniu.